# Pelagio Palagi
Pour les articles homonymes, voir Palagi.
Pelagio Palagi, né le 25 mai 1775 à Bologne et mort le 6 mars 1860 à Turin, est un artiste peintre italien néo-classique.

## Biographie
Palagi suit les cours de l'Accademia Clementina de 1798 à 1799 et devient membre de la nouvelle Académie nationale des beaux-arts de Bologne en 1803.
Il s'installe à Rome en 1806 où il rencontre Gaspare Landi, Vincenzo Camuccini et Jean-Auguste-Dominique Ingres, avec qui il participe au réaménagement du Palais du Quirinal. Il expose en 1811 au salon de peinture et de sculpture de Paris Marius à Minturnes, qui lui vaudra la médaille d'or. Il réalise les fresques de l’histoire de Thésée du Palais Giraud-Torlonia en 1813 puis quitte Rome pour Milan en 1815 où il essaie d'entrer à l'académie des beaux-arts de Brera.
Il crée son école de peinture et d'architecture et compte parmi ses élèves Carlo Bellosio et Vitale Sala. En 1832, il dirige les travaux de rénovation du château royal de Racconigi à la demande du roi Charles-Albert de Sardaigne. Il poursuivra sa carrière en dirigeant les travaux du palais royal de Turin et du château de Pollenzo.
Cessant ses activités en 1856, il meurt en 1860, léguant ses biens à la ville de Bologne.

## Œuvres
- La Rencontre du roi Charles VIII et de Gian Galeazzo Sforza à Pavie en 1494,
- Les Noces de Cupidon et Psyché, 1808,
- Marius à Minturnes, 1811,
- L’Histoire de Thésée, 1813,
- La Découverte par Newton de la réfraction de la lumière, 1827, Galerie d'Art moderne, Brescia,
- Copie édulcorée du Portrait d'un gentilhomme au béret vert d'Altobello Melone pour les descendants de César Borgia[2],
- Ariane confie à Thésée le fil qui lui permettra de sortir du labyrinthe, s.d.

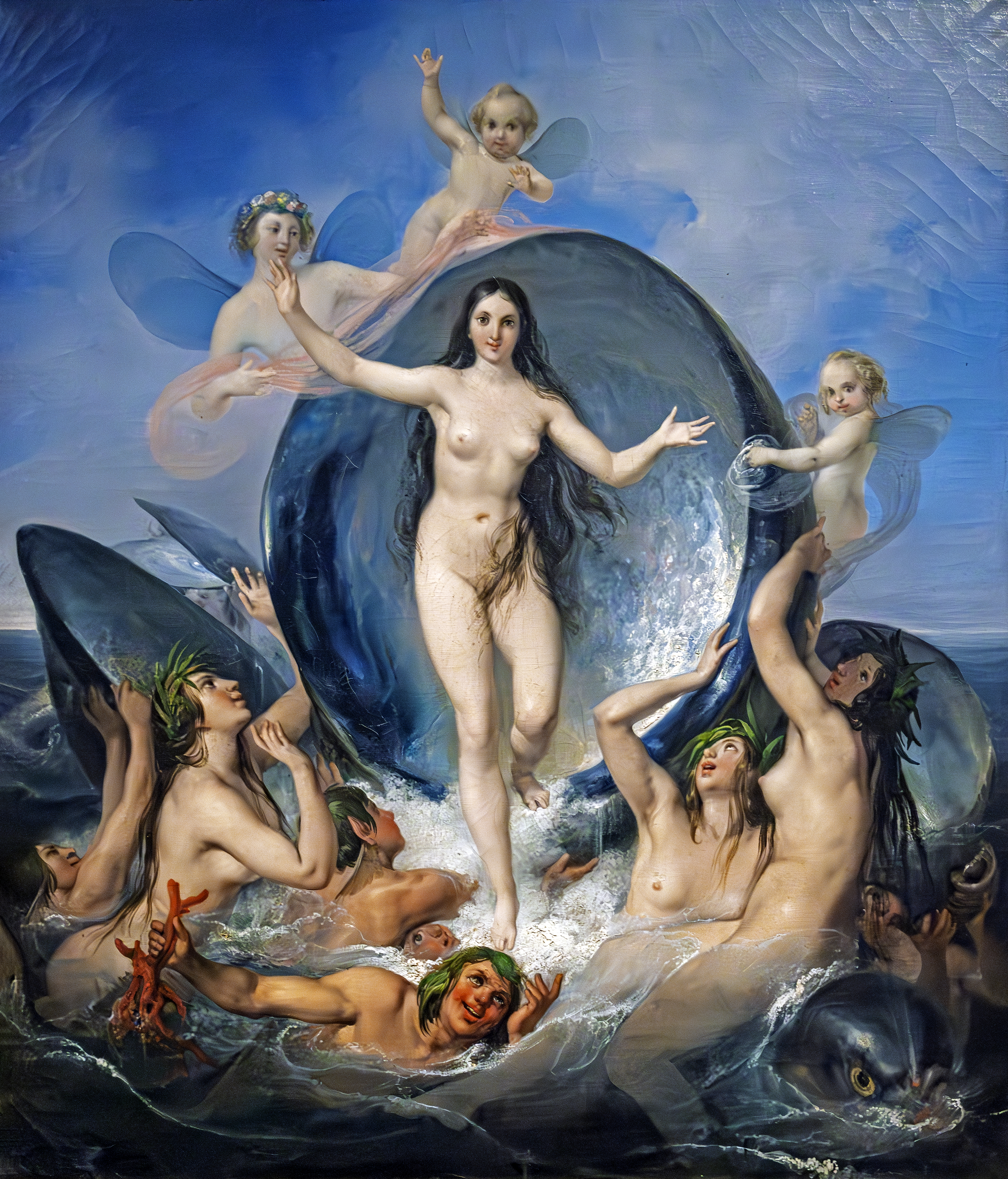
Vénus née de la mer 1830, Pinacothèque Egidio-Martini
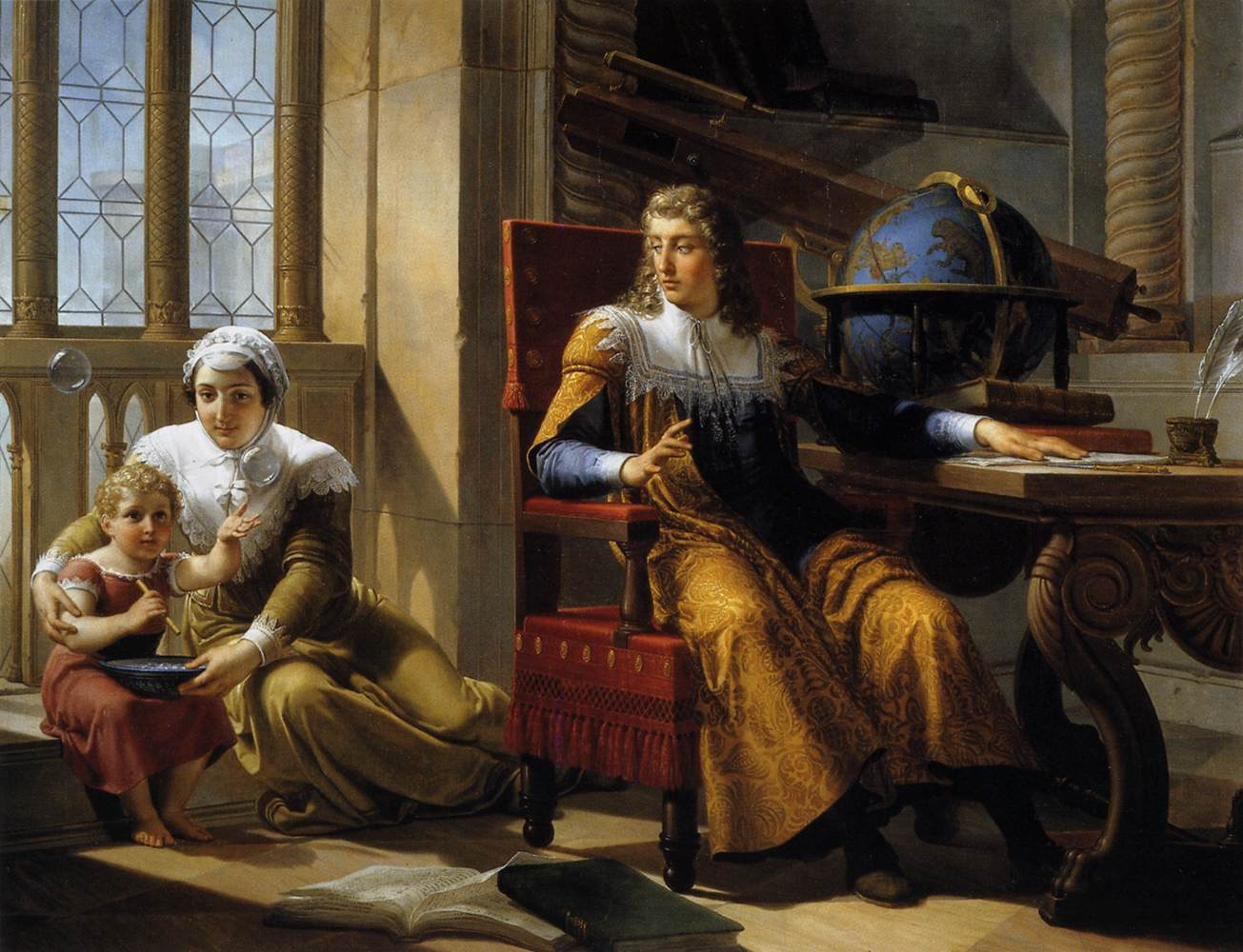
La Découverte par Newton de la réfraction de la lumière, 1827.
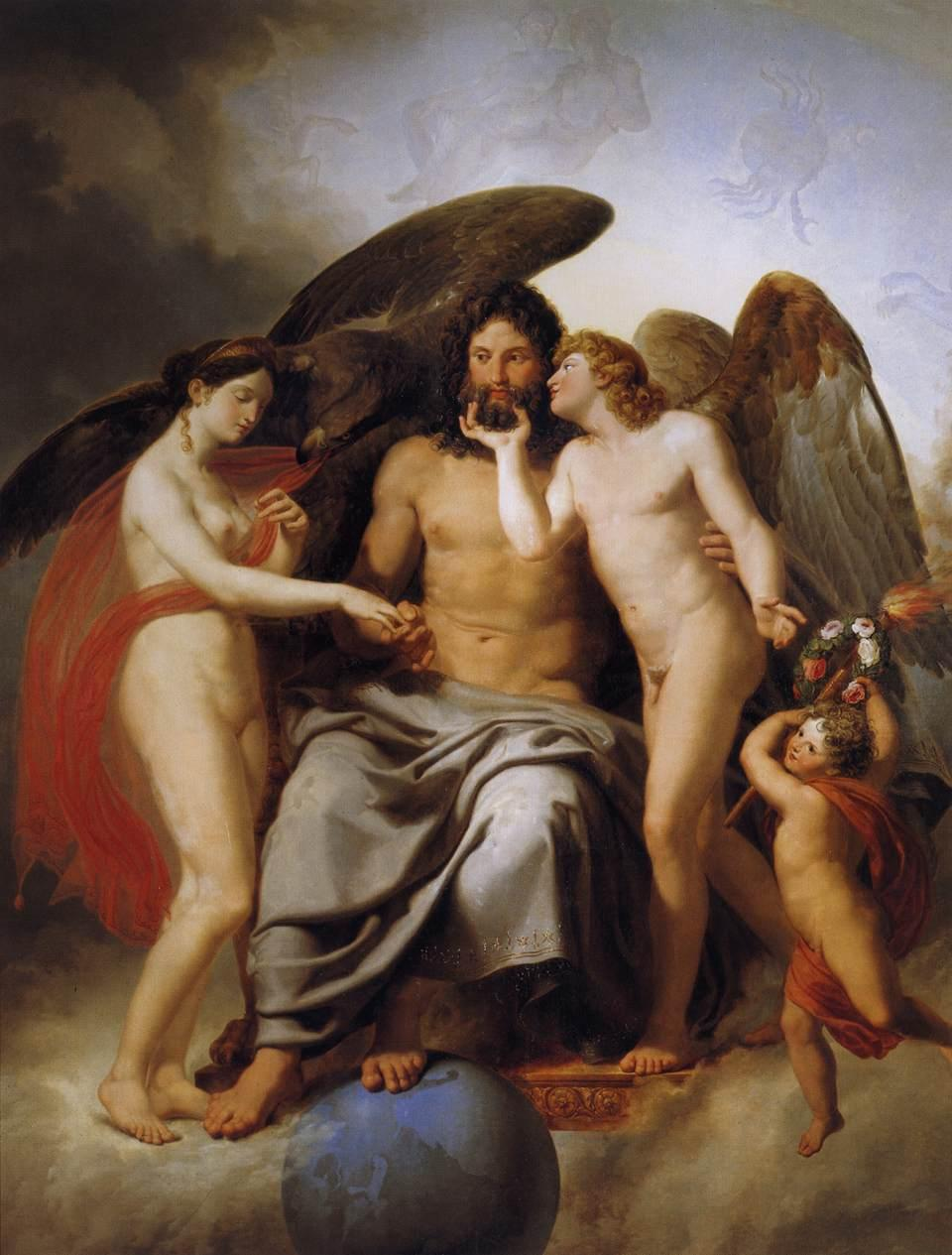
Les Noces de Cupidon et Psyché, 1808.